# Estanques de Ixelles
Los estanques de Ixelles (en francés: Étangs d'Ixelles; en neerlandés: Vijvers van Elsene) son dos estanques de agua dulce ubicados en el  municipio de Ixelles en Bruselas. Los estanques que podemos ver hoy en día son los únicos dos que fueron salvados de la campaña de secado de los humedales del valle de Maalbeek, entre la Abadía de La Cambre y la Plaza Flagey.
Los dos estanques, largos y estrechos, cuya longitud es de aproximadamente 700 metros, y los anchos de aproximadamente 50 metros, se alinean en un eje Norte-Sur y están separados por una estrecha franja de tierra. Con el parque que lo rodea, los Estanques de Ixelles son la punta de una larga franja casi ininterrumpida de vegetación que viene desde el Bosque de Soignes hasta que se adentra profundamente en el tejido urbano de Bruselas.
Los estanques son una popular zona de recreo para los residentes locales. Sin embargo, el agua está contaminada con cianobacterias y existen avisos colocados a intervalos regulares que advierten del riesgo de botulismo. Todo contacto con el agua está prohibido, así como sentarse en la hierba en las inmediaciones del agua, aunque esta última regla no se aplica estrictamente. A pesar de la contaminación, las aves acuáticas prosperan alrededor de los estanques.

## Galería

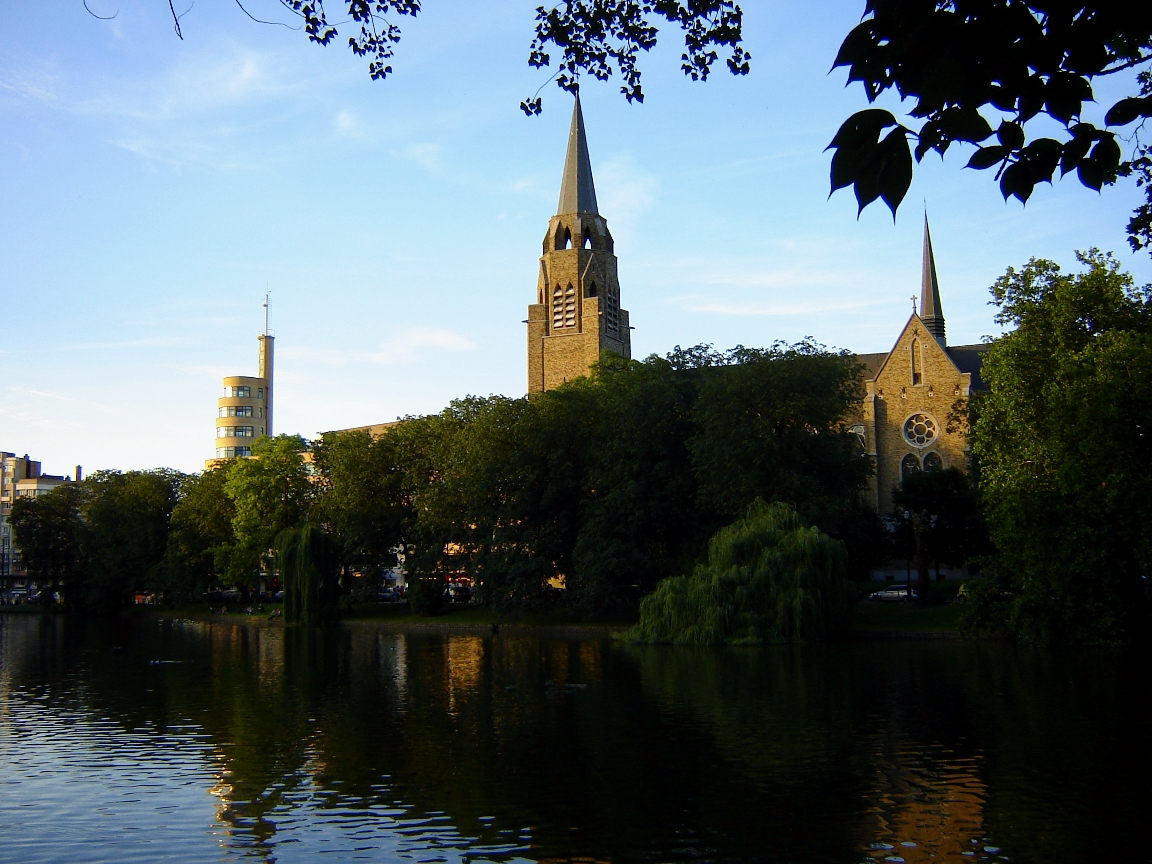
Iglesia de la Sainte-Croix en la orilla oriental del norte del estanque.
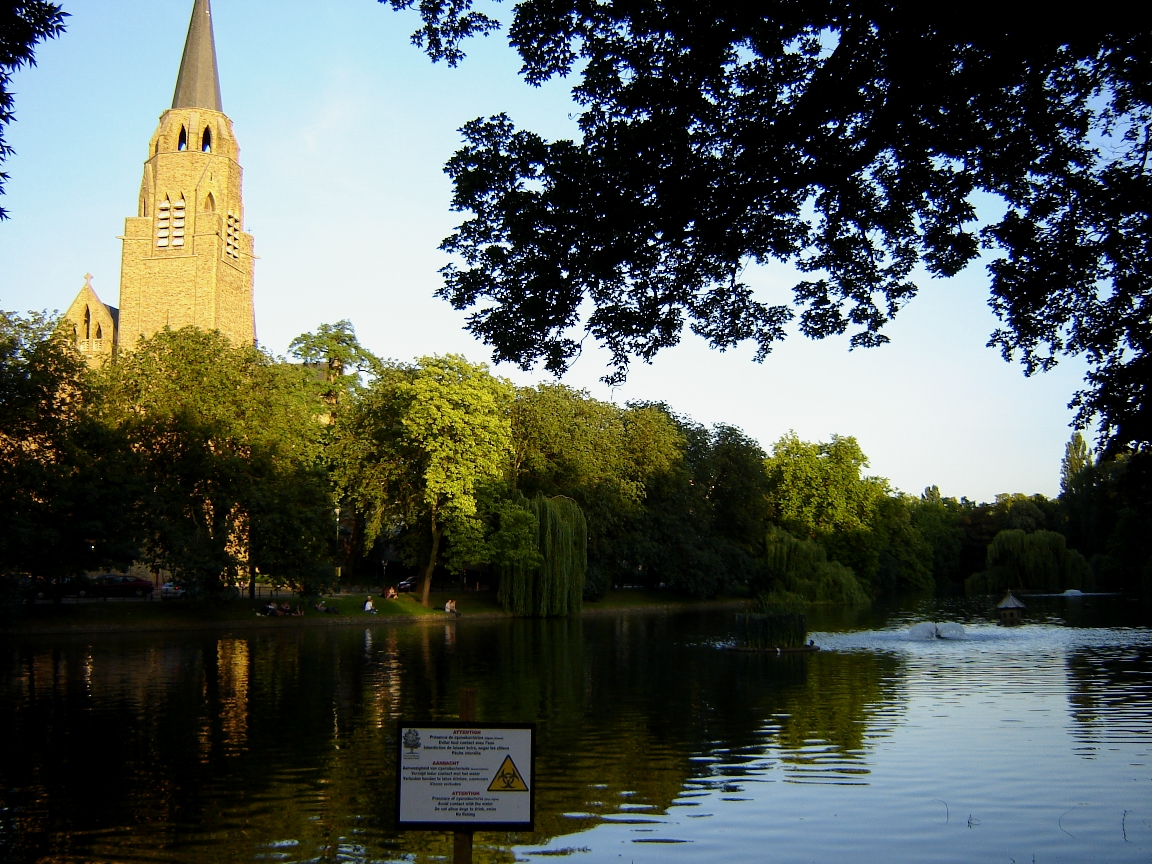
Advertencia de salud.
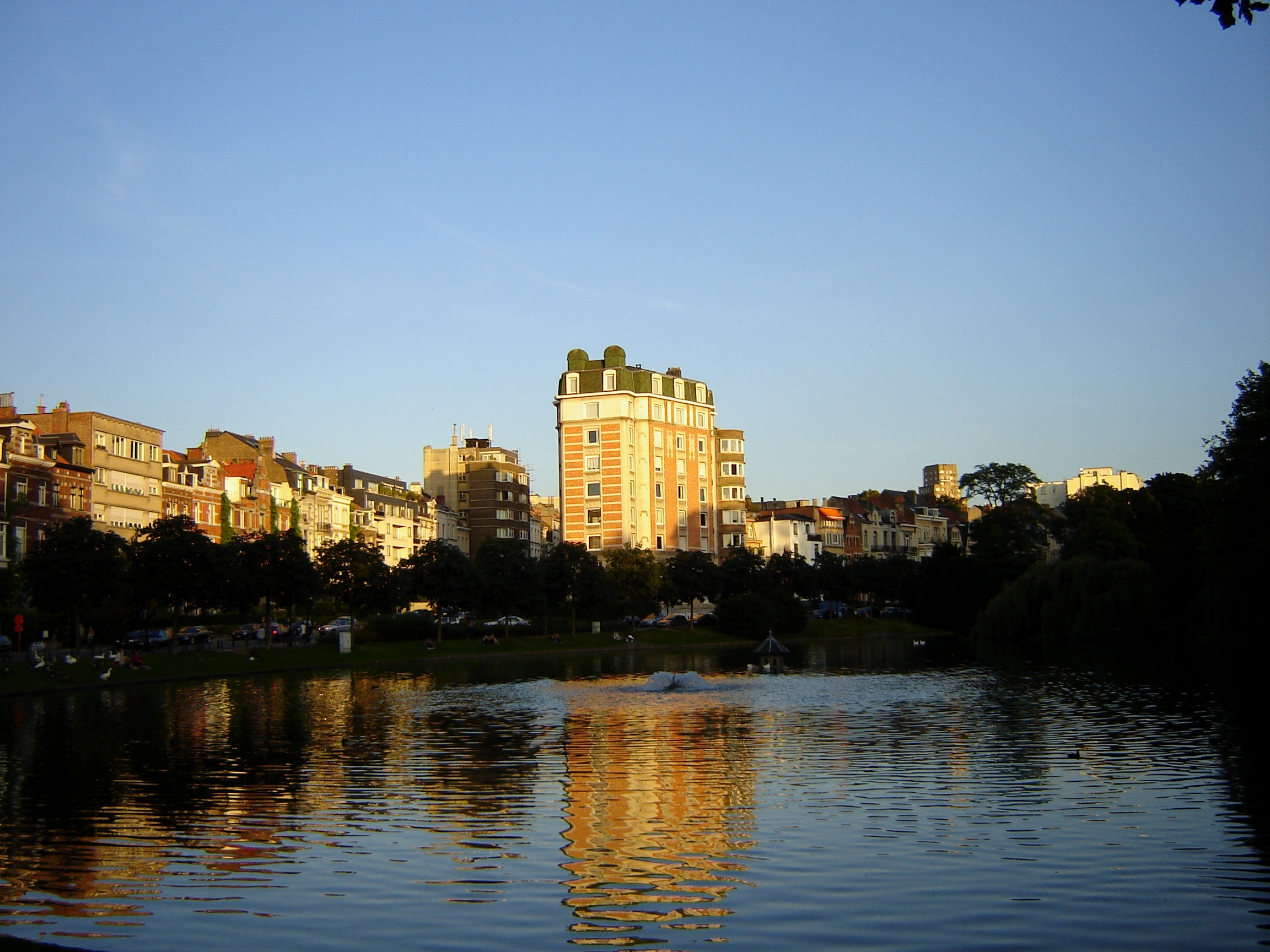
Sur de la laguna, orientado hacia el sur.